# Avezzano Calcio
Maillots
L'Avezzano Calcio est un club de football italien, fondé en 1919, puis refondé en 1998 et 2009. Il est basé à Avezzano, dans la province de L'Aquila, dans les Abruzzes.

## Historique
Fondé initialement en 1919, le club évolue en Serie C1 (troisième division) lors de la saison 1996-1997.
Le club évolue actuellement en Serie D.

## Logo

Logo depuis 2015

## Palmarès
- Coppa Italia Dilettanti
  - Vainqueur : 1987

## Anciens joueurs
- Giuseppe Pancaro (international italien)